# Roberto Bussinello
Roberto Bussinello, italijanski dirkač Formule 1, * 4. oktober 1927, Pistoia, Italija, † 24. avgust 1999, Vicenza, Italija.

## Življenjepis
V svoji karieri je nastopil na treh dirkah, Veliki nagradi Italije v sezoni 1965, kjer je odstopil ter Veliki nagradi Nemčije, kjer se mu ni uspelo kvalificirati na dirko, in Veliki nagradi Italije, kjer je bil trinajsti, v sezoni 1965. Umrl je leta 1999.

## Popolni rezultati Formule 1
(legenda) (odebeljene dirke pomenijo najboljši štartni položaj, poševne pa najhitrejši krog, †-uvrščen kljub odstopu)
| Leto | Moštvo              | Šasija           | Motor                 | 1   | 2   | 3   | 4   | 5  | 6   | 7       | 8      | 9   | 10  | Prv | Toč |
| ---- | ------------------- | ---------------- | --------------------- | --- | --- | --- | --- | -- | --- | ------- | ------ | --- | --- | --- | --- |
| 1961 | Isobele de Tomaso   | De Tomaso F1 004 | Alfa Romeo Straight-4 | MON | NIZ | BEL | FRA | VB | NEM | ITA Ret | ZDA    |     |     | -   | 0   |
| 1965 | Scuderia Centro Sud | BRM P57          | BRM V8                | JAR | MON | BEL | FRA | VB | NIZ | NEM DNQ | ITA 13 | ZDA | MEH | -   | 0   |